# Ōtsuki (Kōchi)
Ōtsuki (大月町?) è una cittadina giapponese della prefettura di Kōchi.